# Synklina

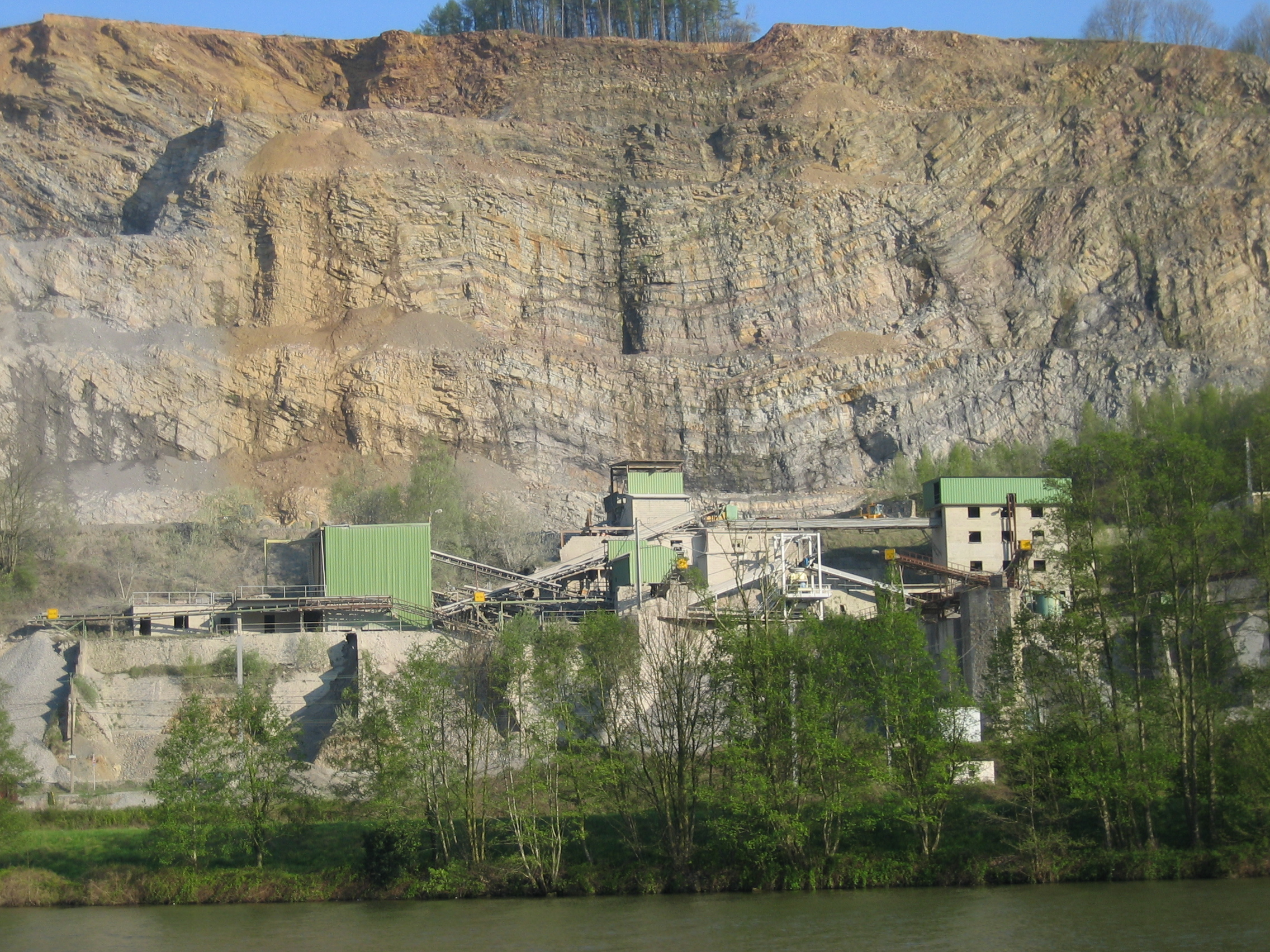
Synklina w Profondeville w Belgii

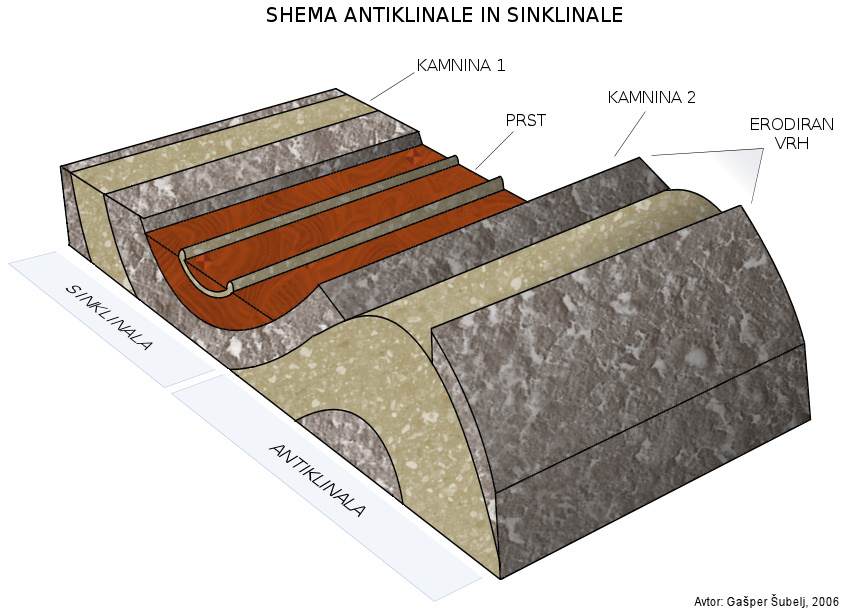
Antyklina i synklina na schemacie

Synklina, łęk (gr. sýn razem i klínein nachylać) – w geologii wklęsły fałd. W jądrze synkliny znajdują się warstwy najmłodsze, a na zewnątrz (na tzw. skrzydłach) najstarsze.